# 4 Heures de Portimão 2024
Navigation
Édition précédente Édition suivante
Les 4 Heures de Portimão 2024, disputées le 15 octobre 2024 sur l'Autódromo Internacional do Algarve sont la sixième et dernière manche de l'European Le Mans Series 2024.

## Engagés

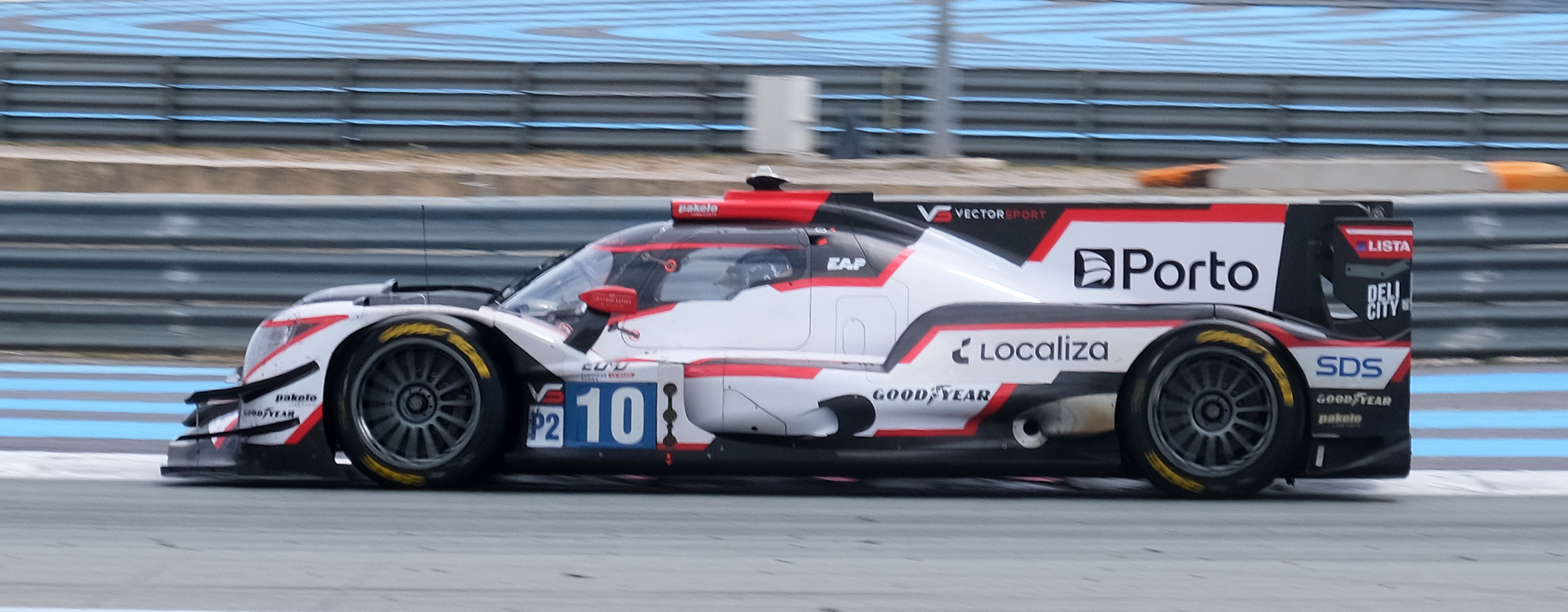
L'Oreca 07 n°10 de l'écurie Vector Sport pilotée par Felipe Drugovich

Pour cette dernière manche du championnat European Le Mans Series, la liste officielle des engagés publiée le 9 octobre 2024 était composée de 43 voitures, 14 en LMP2, 8 LMP2 Pro/Am, 10 en LMP3 et 11 en LMGT3.
Dans la catégorie LMP2, il est a noté le retour du pilote brésilien Felipe Drugovich dans l'Oreca 07 n°10 de l'écurie anglaise Vector Sport à la place du pilote du pilote français Patrick Pilet qui l'avait remplacé lors des 4 Heures du Mugello pour cause de conflit de date avec son role de pilote de réserve pour l'écurie de Formule 1 Aston Martin. Le pilote français Gabriel Aubry a également fait son retour à la compétition automobile en renforçant l'équipage de l'Oreca 07 n°27 de l'écurie britannique Nielsen Racing
Dans la catégorie LMP3, le pilote suisse Cédric Oltramare n'a pas fait partie de l'équipage de la Ligier JS P320 n°17 de l'écurie suisse COOL Racing pour cause de blessure. Les pilotes portugais Miguel Cristóvão et Manuel Espírito Santo (en) se sont donc attaqués au 4 Heures de Portimão en duo. Le pilote Français François Heriau a rejoint l'équipage de la Ligier JS P320 n°35 de l'écurie française Ultimate.
Dans la catégorie LMGT3, le pilote danois Nicklas Nielsen n'a pas partie de l'équipage de la Ferrari 296 LMGT3 n°50 de l'écurie danoise Formula Racing pour cause de conflit de date avec la Ferrari's Finali Mondiali. Les pilotes danois Johnny Laursen (en) et Conrad Laursen se sont donc attaqués au 4 Heures de Portimão en duo.

## Essais libres
- Seule la voiture la plus rapide de chaque catégorie est présentée.

| Essai libre 1 | Classe      | No. | Écurie                    | Temps          |
| ------------- | ----------- | --- | ------------------------- | -------------- |
| Essai libre 1 | LMP2 Pro/Am | 29  | Richard Mille par TDS     | 1 min 32 s 246 |
| Essai libre 1 | LMP2        | 43  | Inter Europol Competition | 1 min 32 s 253 |
| Essai libre 1 | LMP3        | 17  | COOL Racing               | 1 min 38 s 227 |
| Essai libre 1 | LMGT3       | 57  | Kessel Racing             | 1 min 42 s 759 |
| Essai libre 2 | LMP2        | 65  | Panis Racing              | 1 min 31 s 743 |
| Essai libre 2 | LMP2 Pro/Am | 24  | Nielsen Racing            | 1 min 32 s 673 |
| Essai libre 2 | LMP3        | 15  | RLR Msport                | 1 min 39 s 334 |
| Essai libre 2 | LMGT3       | 59  | Racing Spirit of Léman    | 1 min 42 s 564 |
| Source,:      |             |     |                           |                |

## Qualifications
| Pos. | Classe      | N° | Écurie                    | Pilote                     | Temps          | Écart       | Grille |
| 1    | LMP2        | 65 | Panis Racing              | Charles Milesi             | 1 min 30 s 727 | —           | 1      |
| 2    | LMP2        | 37 | COOL Racing               | Malthe Jakobsen            | 1 min 31 s 109 | + 0 s 382   | 2      |
| 3    | LMP2        | 27 | Nielsen Racing            | William Stevens            | 1 min 31 s 174 | + 0 s 447   | 3      |
| 4    | LMP2        | 25 | Algarve Pro Racing        | Alexander Lynn             | 1 min 31 s 206 | + 0 s 479   | 4      |
| 5    | LMP2        | 22 | United Autosports         | Benjamin Hanley            | 1 min 31 s 341 | + 0 s 614   | 5      |
| 6    | LMP2        | 28 | IDEC Sport                | Job van Uitert             | 1 min 31 s 433 | + 0 s 706   | 6      |
| 7    | LMP2        | 14 | AO par TF                 | Louis Delétraz             | 1 min 31 s 474 | + 0 s 747   | 7      |
| 8    | LMP2        | 9  | Iron Lynx – Proton        | Matteo Cairoli             | 1 min 31 s 481 | + 0 s 754   | 8      |
| 9    | LMP2        | 34 | Inter Europol Competition | Clément Novalak            | 1 min 31 s 482 | + 0 s 755   | 9      |
| 10   | LMP2        | 43 | Inter Europol Competition | Tom Dillmann               | 1 min 31 s 528 | + 0 s 801   | 10     |
| 11   | LMP2        | 47 | COOL Racing               | Frederik Vesti             | 1 min 31 s 568 | + 0 s 841   | 11     |
| 12   | LMP2        | 10 | Vector Sport              | Felipe Drugovich           | 1 min 31 s 635 | + 0 s 908   | 12     |
| 13   | LMP2        | 23 | United Autosports         | Paul di Resta              | 1 min 31 s 703 | + 0 s 976   | 13     |
| 14   | LMP2        | 30 | Duqueine Team             | James Allen                | 1 min 31 s 715 | + 0 s 988   | 14     |
| 15   | LMP2 Pro/Am | 77 | Proton Competition        | Giorgio Roda               | 1 min 32 s 919 | + 2 s 192   | 15     |
| 16   | LMP2 Pro/Am | 29 | Richard Mille par TDS     | Rodrigo Sales              | 1 min 33 s 537 | + 2 s 810   | 16     |
| 17   | LMP2 Pro/Am | 83 | AF Corse                  | François Perrodo           | 1 min 33 s 717 | + 2 s 990   | 17     |
| 18   | LMP2 Pro/Am | 24 | Nielsen Racing            | John Falb                  | 1 min 33 s 919 | + 3 s 192   | 18     |
| 19   | LMP2 Pro/Am | 21 | United Autosports         | Daniel Schneider           | 1 min 34 s 500 | + 3 s 773   | 19     |
| 20   | LMP2 Pro/Am | 19 | Team Virage               | Georgios Kolovos           | 1 min 34 s 996 | + 4 s 269   | 20     |
| 21   | LMP2 Pro/Am | 20 | Algarve Pro Racing        | Kriton Lendoudis (en)      | 1 min 35 s 894 | + 5 s 167   | 21     |
| 22   | LMP2 Pro/Am | 3  | DKR Engineering           | Andres Latorre Canon       | 1 min 36 s 977 | + 6 s 250   | 22     |
| 23   | LMP3        | 17 | COOL Racing               | Manuel Espírito Santo (en) | 1 min 37 s 498 | + 6 s 771   | 23     |
| 24   | LMP3        | 4  | DKR Engineering           | Wyatt Brichacek (en)       | 1 min 38 s 104 | + 7 s 377   | 24     |
| 25   | LMP3        | 12 | WTM par Rinaldi Racing    | Óscar Tunjo                | 1 min 38 s 195 | + 7 s 468   | 25     |
| 26   | LMP3        | 88 | Inter Europol Competition | Pedro Perino               | 1 min 38 s 325 | + 7 s 598   | 26     |
| 27   | LMP3        | 35 | Ultimate                  | Jean-Baptiste Lahaye (de)  | 1 min 38 s 440 | + 7 s 713   | 27     |
| 28   | LMP3        | 15 | RLR Msport                | Gaël Julien (en)           | 1 min 38 s 472 | + 7 s 745   | 28     |
| 29   | LMP3        | 5  | RLR Msport                | Bailey Voisin (en)         | 1 min 38 s 657 | + 7 s 930   | 29     |
| 30   | LMP3        | 31 | Racing Spirit of Léman    | Antoine Doquin             | 1 min 38 s 736 | + 8 s 009   | 30     |
| 31   | LMP3        | 8  | Team Virage               | Gillian Henrion (en)       | 1 min 38 s 989 | + 8 s 262   | 31     |
| 32   | LMP3        | 11 | Eurointernational         | Adam Ali (en)              | 1 min 39 s 349 | + 8 s 8,622 | 32     |
| 33   | LMGT3       | 85 | Iron Dames                | Sarah Bovy                 | 1 min 42 s 408 | + 11 s 681  | 33     |
| 34   | LMGT3       | 50 | Formula Racing            | Johnny Laursen (en)        | 1 min 43 s 377 | + 12 s 650  | 37     |
| 35   | LMGT3       | 97 | Grid Motorsport par TF    | Martin Berry               | 1 min 43 s 411 | + 12 s 684  | 34     |
| 36   | LMGT3       | 59 | Racing Spirit of Léman    | Derek DeBoer               | 1 min 43 s 586 | + 12 s 859  | 35     |
| 37   | LMGT3       | 63 | Iron Lynx                 | Hiroshi Hamaguchi (en)     | 1 min 43 s 810 | + 13 s 083  | 36     |
| 38   | LMGT3       | 55 | Spirit of Race            | Duncan Cameron             | 1 min 43 s 850 | + 13 s 123  | 41     |
| 39   | LMGT3       | 51 | AF Corse                  | Charles-Henri Samani       | 1 min 44 s 160 | + 13 s 433  | 38     |
| 40   | LMGT3       | 66 | JMW Motorsport            | Scott Noble                | 1 min 44 s 447 | + 13 s 720  | 39     |
| 41   | LMGT3       | 57 | Kessel Racing             | Takeshi Kimura             | 1 min 44 s 679 | + 13 s 952  | 40     |
| 42   | LMGT3       | 60 | Proton Competition        | Claudio Schiavoni          | 1 min 44 s 961 | + 14 s 234  | 42     |
| 43   | LMGT3       | 86 | GR Racing                 | Michael Wainwright         | 1 min 45 s 435 | + 14 s 708  | 43     |

## Course

### Classement de la course
Voici le classement provisoire au terme de la course.
- Les vainqueurs de chaque catégorie sont signalés par un fond jauni.
- Pour la colonne Pneus, il faut passer le curseur au-dessus du modèle pour connaître le manufacturier de pneumatiques.

| Pos                       | Classe      | no                     | Écurie                                                     | Pilotes                                                                | Châssis                            | Pneus | Tours | Temps               |
| Pos                       | Classe      | no                     | Écurie                                                     | Pilotes                                                                | Moteur                             | Pneus | Tours | Temps               |
| ------------------------- | ----------- | ---------------------- | ---------------------------------------------------------- | ---------------------------------------------------------------------- | ---------------------------------- | ----- | ----- | ------------------- |
| 1                         | LMP2        | 37                     | COOL Racing                                                | Lorenzo Fluxá Malthe Jakobsen Ritomo Miyata                            | Oreca 07                           | G     | 127   | 4 h 00 min 20 s 026 |
| 1                         | LMP2        | 37                     | COOL Racing                                                | Lorenzo Fluxá Malthe Jakobsen Ritomo Miyata                            | Gibson GK428 4,2 l V8 Atmo         | G     | 127   | 4 h 00 min 20 s 026 |
| 2                         | LMP2        | 14                     | AO par TF                                                  | Jonny Edgar Louis Delétraz Robert Kubica                               | Oreca 07                           | G     | 127   | + 2 s 499           |
| 2                         | LMP2        | 14                     | AO par TF                                                  | Jonny Edgar Louis Delétraz Robert Kubica                               | Gibson GK428 4,2 l V8 Atmo         | G     | 127   | + 2 s 499           |
| 3                         | LMP2        | 47                     | COOL Racing                                                | Carl Bennett Ferdinand Habsburg Frederik Vesti                         | Oreca 07                           | G     | 127   | + 3 s 159           |
| 3                         | LMP2        | 47                     | COOL Racing                                                | Carl Bennett Ferdinand Habsburg Frederik Vesti                         | Gibson GK428 4,2 l V8 Atmo         | G     | 127   | + 3 s 159           |
| 4                         | LMP2        | 43                     | Inter Europol Competition                                  | Sebastián Álvarez (en) Vladislav Lomko Tom Dillmann                    | Oreca 07                           | G     | 127   | + 4 s 075           |
| 4                         | LMP2        | 43                     | Inter Europol Competition                                  | Sebastián Álvarez (en) Vladislav Lomko Tom Dillmann                    | Gibson GK428 4,2 l V8 Atmo         | G     | 127   | + 4 s 075           |
| 5                         | LMP2        | 34                     | Inter Europol Competition                                  | Oliver Gray Clément Novalak Luca Ghiotto                               | Oreca 07                           | G     | 127   | + 9 s 491           |
| 5                         | LMP2        | 34                     | Inter Europol Competition                                  | Oliver Gray Clément Novalak Luca Ghiotto                               | Gibson GK428 4,2 l V8 Atmo         | G     | 127   | + 9 s 491           |
| 6                         | LMP2        | 23                     | United Autosports                                          | Bijoy Garg (en) Fabio Scherer Paul di Resta                            | Oreca 07                           | G     | 127   | + 12 s 007          |
| 6                         | LMP2        | 23                     | United Autosports                                          | Bijoy Garg (en) Fabio Scherer Paul di Resta                            | Gibson GK428 4,2 l V8 Atmo         | G     | 127   | + 12 s 007          |
| 7                         | LMP2        | 30                     | Duqueine Team                                              | Niels Koolen Jean-Baptiste Simmenauer James Allen                      | Oreca 07                           | G     | 127   | + 14 s 864          |
| 7                         | LMP2        | 30                     | Duqueine Team                                              | Niels Koolen Jean-Baptiste Simmenauer James Allen                      | Gibson GK428 4,2 l V8 Atmo         | G     | 127   | + 14 s 864          |
| 8                         | LMP2 Pro/Am | 77                     | Proton Competition                                         | Giorgio Roda Bent Viscaal René Binder                                  | Oreca 07                           | G     | 127   | + 16 s 120          |
| 8                         | LMP2 Pro/Am | 77                     | Proton Competition                                         | Giorgio Roda Bent Viscaal René Binder                                  | Gibson GK428 4,2 l V8 Atmo         | G     | 127   | + 16 s 120          |
| 9                         | LMP2 Pro/Am | 20                     | Algarve Pro Racing                                         | Kriton Lendoudis (en) Richard Bradley Alex Quinn                       | Oreca 07                           | G     | 127   | + 17 s 115          |
| 9                         | LMP2 Pro/Am | 20                     | Algarve Pro Racing                                         | Kriton Lendoudis (en) Richard Bradley Alex Quinn                       | Gibson GK428 4,2 l V8 Atmo         | G     | 127   | + 17 s 115          |
| 10                        | LMP2        | 25                     | Algarve Pro Racing                                         | Matthias Kaiser Olli Caldwell Alexander Lynn                           | Oreca 07                           | G     | 127   | + 17 s 585          |
| 10                        | LMP2        | 25                     | Algarve Pro Racing                                         | Matthias Kaiser Olli Caldwell Alexander Lynn                           | Gibson GK428 4,2 l V8 Atmo         | G     | 127   | + 17 s 585          |
| 11                        | LMP2 Pro/Am | 24                     | Nielsen Racing                                             | John Falb Colin Noble Nicholas Yelloly                                 | Oreca 07                           | G     | 127   | + 18 s 392          |
| 11                        | LMP2 Pro/Am | 24                     | Nielsen Racing                                             | John Falb Colin Noble Nicholas Yelloly                                 | Gibson GK428 4,2 l V8 Atmo         | G     | 127   | + 18 s 392          |
| 12                        | LMP2        | 9                      | Iron Lynx – Proton                                         | Jonas Ried Macéo Capietto Matteo Cairoli                               | Oreca 07                           | G     | 127   | + 19 s 368          |
| 12                        | LMP2        | 9                      | Iron Lynx – Proton                                         | Jonas Ried Macéo Capietto Matteo Cairoli                               | Gibson GK428 4,2 l V8 Atmo         | G     | 127   | + 19 s 368          |
| 13                        | LMP2 Pro/Am | 83                     | AF Corse                                                   | François Perrodo Matthieu Vaxivière Alessio Rovera                     | Oreca 07                           | G     | 127   | + 34 s 909          |
| 13                        | LMP2 Pro/Am | 83                     | AF Corse                                                   | François Perrodo Matthieu Vaxivière Alessio Rovera                     | Gibson GK428 4,2 l V8 Atmo         | G     | 127   | + 34 s 909          |
| 14                        | LMP2        | 22                     | United Autosports                                          | Filip Ugran Marino Sato Benjamin Hanley                                | Oreca 07                           | G     | 127   | + 45 s 966          |
| 14                        | LMP2        | 22                     | United Autosports                                          | Filip Ugran Marino Sato Benjamin Hanley                                | Gibson GK428 4,2 l V8 Atmo         | G     | 127   | + 45 s 966          |
| 15                        | LMP2        | 27                     | Nielsen Racing                                             | Benjamin Pedersen (en) William Stevens Gabriel Aubry                   | Oreca 07                           | G     | 127   | + 49 s 854          |
| 15                        | LMP2        | 27                     | Nielsen Racing                                             | Benjamin Pedersen (en) William Stevens Gabriel Aubry                   | Gibson GK428 4,2 l V8 Atmo         | G     | 127   | + 49 s 854          |
| 16                        | LMP2        | 65                     | Panis Racing                                               | Manuel Maldonado Charles Milesi Arthur Leclerc                         | Oreca 07                           | G     | 127   | + 58 s 579          |
| 16                        | LMP2        | 65                     | Panis Racing                                               | Manuel Maldonado Charles Milesi Arthur Leclerc                         | Gibson GK428 4,2 l V8 Atmo         | G     | 127   | + 58 s 579          |
| 17                        | LMP2 Pro/Am | 29                     | Richard Mille par TDS                                      | Rodrigo Sales Mathias Beche Grégoire Saucy                             | Oreca 07                           | G     | 127   | + 1 min 09 s 361    |
| 17                        | LMP2 Pro/Am | 29                     | Richard Mille par TDS                                      | Rodrigo Sales Mathias Beche Grégoire Saucy                             | Gibson GK428 4,2 l V8 Atmo         | G     | 127   | + 1 min 09 s 361    |
| 18                        | LMP2 Pro/Am | 19                     | Team Virage                                                | Georgios Kolovos Raphaël Narac Tristan Vautier                         | Oreca 07                           | G     | 126   | + 1 Tour            |
| 18                        | LMP2 Pro/Am | 19                     | Team Virage                                                | Georgios Kolovos Raphaël Narac Tristan Vautier                         | Gibson GK428 4,2 l V8 Atmo         | G     | 126   | + 1 Tour            |
| 19                        | LMP2 Pro/Am | 3                      | DKR Engineering                                            | Andres Latorre Canon Cem Bölükbaşı Laurents Hörr                       | Oreca 07                           | G     | 125   | + 2 Tours           |
| 19                        | LMP2 Pro/Am | 3                      | DKR Engineering                                            | Andres Latorre Canon Cem Bölükbaşı Laurents Hörr                       | Gibson GK428 4,2 l V8 Atmo         | G     | 125   | + 2 Tours           |
| 20                        | LMP2        | 28                     | IDEC Sport                                                 | Nicolás Pino Reshad de Gerus Job van Uitert                            | Oreca 07                           | G     | 125   | + 2 Tours           |
| 20                        | LMP2        | 28                     | IDEC Sport                                                 | Nicolás Pino Reshad de Gerus Job van Uitert                            | Gibson GK428 4,2 l V8 Atmo         | G     | 125   | + 2 Tours           |
| 21                        | LMP3        | 17                     | COOL Racing                                                | Miguel Cristóvão Manuel Espírito Santo (en)                            | Ligier JS P320                     | M     | 122   | + 5 Tours           |
| 21                        | LMP3        | 17                     | COOL Racing                                                | Miguel Cristóvão Manuel Espírito Santo (en)                            | Nissan VK56 5,6 l V8 Atmo          | M     | 122   | + 5 Tours           |
| 22                        | LMP3        | 15                     | RLR Msport                                                 | Michael Jensen Nick Adcock Gaël Julien (en)                            | Ligier JS P320                     | M     | 122   | + 5 Tours           |
| 22                        | LMP3        | 15                     | RLR Msport                                                 | Michael Jensen Nick Adcock Gaël Julien (en)                            | Nissan VK56 5,6 l V8 Atmo          | M     | 122   | + 5 Tours           |
| 23                        | LMP3        | 11                     | Eurointernational                                          | Matthew Bell Adam Ali (en)                                             | Ligier JS P320                     | M     | 122   | + 5 Tours           |
| 23                        | LMP3        | 11                     | Eurointernational                                          | Matthew Bell Adam Ali (en)                                             | Nissan VK56 5,6 l V8 Atmo          | M     | 122   | + 5 Tours           |
| 24                        | LMP3        | 12                     | WTM par Rinaldi Racing                                     | Torsten Kratz Leonard Weiss Óscar Tunjo                                | Duqueine M30-D08                   | M     | 122   | + 5 Tours           |
| 24                        | LMP3        | 12                     | WTM par Rinaldi Racing                                     | Torsten Kratz Leonard Weiss Óscar Tunjo                                | Nissan VK56 5,6 l V8 Atmo          | M     | 122   | + 5 Tours           |
| 25                        | LMP3        | 4                      | DKR Engineering                                            | Alexander Mattschull (de) Wyatt Brichacek (en) Guilherme Oliveira (en) | Duqueine M30-D08                   | M     | 122   | + 5 Tours           |
| 25                        | LMP3        | 4                      | DKR Engineering                                            | Alexander Mattschull (de) Wyatt Brichacek (en) Guilherme Oliveira (en) | Nissan VK56 5,6 l V8 Atmo          | M     | 122   | + 5 Tours           |
| 26                        | LMP3        | 8                      | Team Virage                                                | Julien Gerbi Bernardo Pinheiro (en)                                    | Ligier JS P320                     | M     | 122   | + 5 Tours           |
| 26                        | LMP3        | 8                      | Team Virage                                                | Julien Gerbi Bernardo Pinheiro (en)                                    | Nissan VK56 5,6 l V8 Atmo          | M     | 122   | + 5 Tours           |
| 27                        | LMP3        | 5                      | RLR Msport                                                 | James Dayson Daniel Ali Bailey Voisin (en)                             | Ligier JS P320                     | M     | 121   | + 6 Tours           |
| 27                        | LMP3        | 5                      | RLR Msport                                                 | James Dayson Daniel Ali Bailey Voisin (en)                             | Nissan VK56 5,6 l V8 Atmo          | M     | 121   | + 6 Tours           |
| 28                        | LMGT3       | 63                     | Iron Lynx                                                  | Hiroshi Hamaguchi (en) Axcil Jefferies Andrea Caldarelli               | Lamborghini Huracan LMGT3 Evo2     | G     | 119   | + 8 Tours           |
| 28                        | LMGT3       | 63                     | Iron Lynx                                                  | Hiroshi Hamaguchi (en) Axcil Jefferies Andrea Caldarelli               | Lamborghini DGF 5,2 L V10 Atmo     | G     | 119   | + 8 Tours           |
| 29                        | LMGT3       | 85                     | Iron Dames                                                 | Sarah Bovy Rahel Frey Michelle Gatting                                 | Porsche 911 GT3 R LMGT3            | G     | 119   | + 8 Tours           |
| 29                        | LMGT3       | 85                     | Iron Dames                                                 | Sarah Bovy Rahel Frey Michelle Gatting                                 | Porsche M97/80 4,2 L Flat Six Atmo | G     | 119   | + 8 Tours           |
| 30                        | LMGT3       | 60                     | Proton Competition                                         | Claudio Schiavoni Matteo Cressoni Julien Andlauer                      | Porsche 911 GT3 R LMGT3            | G     | 119   | + 8 Tours           |
| 30                        | LMGT3       | 60                     | Proton Competition                                         | Claudio Schiavoni Matteo Cressoni Julien Andlauer                      | Porsche M97/80 4,2 L Flat Six Atmo | G     | 119   | + 8 Tours           |
| 31                        | LMGT3       | 50                     | Formula Racing                                             | Johnny Laursen (en) Conrad Laursen                                     | Ferrari 296 LMGT3                  | G     | 119   | + 8 Tours           |
| 31                        | LMGT3       | 50                     | Formula Racing                                             | Johnny Laursen (en) Conrad Laursen                                     | Ferrari F163 3,0 L V6 Turbo        | G     | 119   | + 8 Tours           |
| 32                        | LMGT3       | 57                     | Kessel Racing                                              | Takeshi Kimura Esteban Masson Daniel Serra                             | Ferrari 296 LMGT3                  | G     | 119   | + 8 Tours           |
| 32                        | LMGT3       | 57                     | Kessel Racing                                              | Takeshi Kimura Esteban Masson Daniel Serra                             | Ferrari F163 3,0 L V6 Turbo        | G     | 119   | + 8 Tours           |
| 33                        | LMGT3       | 86                     | GR Racing                                                  | Michael Wainwright Riccardo Pera Davide Rigon                          | Ferrari 296 LMGT3                  | G     | 119   | + 8 Tours           |
| 33                        | LMGT3       | 86                     | GR Racing                                                  | Michael Wainwright Riccardo Pera Davide Rigon                          | Ferrari F163 3,0 L V6 Turbo        | G     | 119   | + 8 Tours           |
| 34                        | LMGT3       | 55                     | Spirit of Race                                             | Duncan Cameron David Perel Matthew Griffin                             | Ferrari 296 LMGT3                  | G     | 119   | + 8 Tours           |
| 34                        | LMGT3       | 55                     | Spirit of Race                                             | Duncan Cameron David Perel Matthew Griffin                             | Ferrari F163 3,0 L V6 Turbo        | G     | 119   | + 8 Tours           |
| 35                        | LMGT3       | 97                     | Grid Motorsport par TF                                     | Martin Berry Lorcan Hanafin Jonathan Adam                              | Aston Martin Vantage AMR LMGT3     | G     | 119   | + 8 Tours           |
| 35                        | LMGT3       | 97                     | Grid Motorsport par TF                                     | Martin Berry Lorcan Hanafin Jonathan Adam                              | Aston Martin M177 4,0 L V8 Turbo   | G     | 119   | + 8 Tours           |
| 36                        | LMGT3       | 59                     | Racing Spirit of Léman                                     | Derek DeBoer Casper Stevenson (en) Valentin Hasse-Clot (de)            | Aston Martin Vantage AMR LMGT3     | G     | 118   | + 9 Tours           |
| 36                        | LMGT3       | 59                     | Racing Spirit of Léman                                     | Derek DeBoer Casper Stevenson (en) Valentin Hasse-Clot (de)            | Aston Martin M177 4,0 L V8 Turbo   | G     | 118   | + 9 Tours           |
| 37                        | LMGT3       | 66                     | JMW Motorsport                                             | Scott Noble Jason Hart Ben Tuck                                        | Ferrari 296 LMGT3                  | G     | 118   | + 9 Tours           |
| 37                        | LMGT3       | 66                     | JMW Motorsport                                             | Scott Noble Jason Hart Ben Tuck                                        | Ferrari F163 3,0 L V6 Turbo        | G     | 118   | + 9 Tours           |
| Non classé                |             |                        |                                                            |                                                                        |                                    |       |       |                     |
|                           | LMP3        | 88                     | Inter Europol Competition                                  | Alexander Bukhantsov Kai Askey Pedro Perino                            | Ligier JS P320                     | M     | 111   |                     |
| Nissan VK56 5,6 l V8 Atmo | LMP3        | 88                     | Inter Europol Competition                                  | Alexander Bukhantsov Kai Askey Pedro Perino                            |                                    | M     | 111   |                     |
| LMP2                      | 10          | Vector Sport           | Ryan Cullen Stéphane Richelmi Felipe Drugovich             | Oreca 07                                                               | G                                  | 108   |       |                     |
| LMP2                      | 10          | Vector Sport           | Ryan Cullen Stéphane Richelmi Felipe Drugovich             | Gibson GK428 4,2 l V8 Atmo                                             | G                                  | 108   |       |                     |
| LMP3                      | 31          | Racing Spirit of Léman | Jacques Wolff Jean-Ludovic Foubert Antoine Doquin          | Ligier JS P320                                                         | M                                  | 88    |       |                     |
| LMP3                      | 31          | Racing Spirit of Léman | Jacques Wolff Jean-Ludovic Foubert Antoine Doquin          | Nissan VK56 5,6 l V8 Atmo                                              | M                                  | 88    |       |                     |
| LMP2 Pro/Am               | 21          | United Autosports      | Daniel Schneider Andrew Meyrick Oliver Jarvis              | Oreca 07                                                               | G                                  | 83    |       |                     |
| LMP2 Pro/Am               | 21          | United Autosports      | Daniel Schneider Andrew Meyrick Oliver Jarvis              | Gibson GK428 4,2 l V8 Atmo                                             | G                                  | 83    |       |                     |
| LMP3                      | 35          | Ultimate               | François Heriau Jean-Baptiste Lahaye (de) Matthieu Lahaye  | Ligier JS P320                                                         | M                                  | 61    |       |                     |
| LMP3                      | 35          | Ultimate               | François Heriau Jean-Baptiste Lahaye (de) Matthieu Lahaye  | Nissan VK56 5,6 l V8 Atmo                                              | M                                  | 61    |       |                     |
| LMGT3                     | 51          | AF Corse               | Charles-Henri Samani Emmanuel Collard Nicolás Varrone (en) | Ferrari 296 LMGT3                                                      | G                                  | 0     |       |                     |
| LMGT3                     | 51          | AF Corse               | Charles-Henri Samani Emmanuel Collard Nicolás Varrone (en) | Ferrari F163 3,0 L V6 Turbo                                            | G                                  | 0     |       |                     |

## Pole position et record du tour
- Pole position :  Charles Milesi (#65 Panis Racing) en 1 min 30 s 727
- Meilleur tour en course :  Ritomo Miyata (#37 COOL Racing) en 1 min 30 s 940

## Tours en tête
- no 27 Oreca 07 - Nielsen Racing :  10 tours (1-10)[19]
- no 28 Oreca 07 - IDEC Sport :  17 tours (11-27)
- no 30 Oreca 07 - Duqueine Team :  4 tours (28 / 90 / 124-125)
- no 34 Oreca 07 - Inter Europol Competition :  3 tours (29-31)
- no 22 Oreca 07 - United Autosports : 15  tours (32-46)
- no 37 Oreca 07 - COOL Racing :  77 tours (47-88 / 91-123 / 1263-127)
- no 23 Oreca 07 - United Autosports :  1 tour (89)

## À noter
- Longueur du circuit : 4,653 km
- Distance parcourue par les vainqueurs : 590,931 km